# Kåfjord (Troms)
Der Kåfjord (norwegisch Kåfjorden, samisch Gáivuotna, kvenisch Kaivuono) ist ein norwegischer Fjordarm des Lyngenfjords in der Kommune Kåfjord in der Provinz (Fylke) Troms.

## Lage
Der Lyngenfjord reicht von Norden kommend in das norwegische Festland hinein, der Kåfjord ist dabei ein östlicher Seitenarm. Er führt etwa 20 Kilometer in südöstlicher Richtung in die Kommune Kåfjord hinein. An seinem inneren Ende liegt die Ortschaft Birtavarre (auch Kåfjordbotn, nordsamisch Gáivuonbahta). Auf dem Festland wird der Fjord in östliche Richtung durch das Tal Kåfjorddalen fortgesetzt. Durch das Tal fließt der Fluss Kåfjordelva, der bei Birtavarre in den Fjord mündet. Weiter westlich stößt mit dem im Tal Manndalen Richtung Norden fließenden Fluss Manndalselva ein weiterer Fluss auf den Kåfjord.
An der nördlichen Fjordseite liegt nahe der Mündung zum Lyngenfjord mit Olderdalen das Verwaltungszentrum der Kommune Kåfjord. Der Kåfjord ist umgeben von Bergen, die an den meisten Stellen eine Höhe von über 1000 moh. erreichen. An der Südostküste befindet sich etwa der Berg Iisavárri (norwegisch Isfjellet), der mit 1328 moh. die höchste Erhebung der Kommune Kåfjord ist.

## Verkehr
Die Europastraße 6 (E6) umrundet den Fjord auf beiden Seiten. In diesem Verlauf befinden sich auf der Südseite mehrere Straßentunnel, so etwa der Isfjelltunnel. Die E6 ist in den Bereich um den Fjord teilweise stark durch Erdrutsche bedroht. Von Olderdalen gibt es eine Fährverbindung über den Fjord nach Lyngseidet in der Kommune Lyngen auf der anderen Seite des Lyngenfjords. Von dort führt der Fylkesvei 91 weiter in den Westen nach Tromsø.